# بود جايا
بود جايا هو موقع ديني مقدس ومكان للحج مرتبط بمجمع معبد مهابودهي، يقع في منطقة جايا في ولاية بيهار في الهند. ويشتهر بكونه المكان الذي يُقال إن غوتاما بوذا قد وصل فيه إلى عصر التنوير تحت ما أصبح يعرف باسم شجرة بودي [الإنجليزية]. ظل بود جايا منذ العصور القديمة موضوعًا للحج والتبجيل لكل من الهندوس والبوذيين. تظهر الاكتشافات الأثرية على وجه الخصوص بما في ذلك المنحوتات أن الموقع كان قيد الاستخدام من قبل البوذيين منذ العصر المورياني.
بالنسبة للبوذيين، يعد بود جايا أهم مواقع الحج الأربعة الرئيسية المرتبطة بحياة غوتاما بوذا، المواقع الثلاثة الأخرى هي كوشيناغار، ولومبيني، و سارناث [الإنجليزية]. وفي عام 2002، أصبح معبد ماهابودهي الواقع في بود جايا أحد مواقع التراث العالمي لليونسكو.